# Середньодніпровська група (РПАУ)
Середньодніпровська група Республіканські війська — військові формування Революційної повстанської армії України, була створена в жовтні 1919 року, проіснувала до 1920 року.

## Історія
1 жовтня 1919 року в Верблюжках у штаб РПАУ з'явилися ліві есери на чолі з Миргородським, Блакитним та анархістом Мирським помічником отамана Шуби.
Повстанці говорили, що в районі Кременчука є багато повстанців, що сидять в лісі без зброї, і що їх треба озброїти. Незабаром було засідання штарма, на якому Мирський доповідав про стан загону Шуби та інших повстанських загонів.
Отримавши запевнення есерівської фракції Реввійськради РПАУ про те, що ці загони не мають ніякого зв'язку з петлюрівщиною і що вони цілком будуть підкорятися штарму, Белаш відпустив Блакитному 1 000 гвинтівок і передав один батальйон 1000 багнетів 5-го Гуляйпільського полку під командуванням Кацюри. Таким чином, зросла Середньодніпровська група під командуванням Блакитного.
За оперативним завданням, група вийшла в північному напрямку і повинна була зайняти район Черкас. У Черкасах повинен був знаходитися центр групи Блакитного, маючи оперативний район: Черкаси, Бобринська, Чигирин, Кременчук і Ново-Георгіївська, тут вона повинна була поповнюється і слідувати далі на Знам'янки, Олександрії та Білу Церкву.
Надалі Пестушко перестав підкорятися Н. Махно і переименовало корпус в Республіканські війська, і далі діяв самостійно.
У листопаді в районі Чигирина, Блакитний встиг сформуватися і виступив на ст. Знам'янки, яку і зайняв 20 листопада, відтіснивши на Олександрію незначний гарнізон Слащева. Свою групу він назвав «Республіканським війодом», чим засмутив штарм. Махно злився на Білаша за те, що він свого часу забезпечив Блакитного озброєнням, за умови, що він безпосередньо підпорядковуватиметься штарму.

## Склад
- 5-й Гуляйпільський полк під командуванням Кацюри, (1000 багнетів, 10 кулеметів) батальйон
- Загін Каліберди. (1000 багнетів, 5 кулеметів)
- Загін Скирди (500 багнетів, 2 кулемети)